# Maria Alfonsina Danil Ghattas
Maria Alfonsina Danil Ghattas (Jerusalém, 4 de outubro de 1843 — Ein Kerem, Jerusalém,  25 de março de 1927), nascida Maryam  Soultaneh Danil Ghattas, foi uma religiosa palestina dominicana, fundadora, com o sacerdote Giuseppe Tannous, da única comunidade religiosa da Terra Santa - a Congregação das Irmãs Dominicanas do Santíssimo Rosário de Jerusalém.

## Biografia
Desde muito nova desejava levar uma vida religiosa, tendo aos catorze anos entrado como postulante nas Irmãs de S. José da Aparição. Alegadamente motivada por aparições de Nossa Senhora, terá manifestado o desejo de criar uma congregação de religiosas sob a invocação de Irmãs do Rosário.
Trabalhou e congregou apoios nesse sentido. Em 15 de dezembro de 1880, sete moças receberam, das mãos do Patriarca de Jerusalém, o hábito de religiosas. Obtida autorização do Vaticano, Maria Afonsina deixa as Irmãs de S. José e recebe o hábito da nova congregação a 7 de outubro de 1883.
A 25 de Julho de 1885 foi viver em uma nova casa da congregação, em Jafa, Galileia, perto de Nazaré, dando apoio à paróquia local. Em 1886 fundou uma escola feminina em Beit Sahour, pequena localidade de pastores, perto de Belém. Em 1892 vai para Nazaré, onde abre uma escola de costura e, em 1909 funda um orfanato em Jerusalém.
A congregação apenas aceita moças árabes e segue o rito latino. A congregação tem comunidades no Egito, Líbano, Síria, Palestina, Israel, Jordânia, Kwait, Abu Dhabi e Roma.

## Beatificação e Canonização
O papa Bento XVI anunciou a cerimônia de beatificação da Irmã Maria Alfonsina para o dia 22 de novembro de 2009, na Basílica da Anunciação, em Nazaré,  Israel. Segundo  o pároco da cidade da Galileia, o franciscano Amjad Sabbara, foi a primeira beatificação realizada na Terra Santa, e por isso havia grande expectativa entre os católicos locais, sobretudo de Belém, Jerusalém e Ramallah. As autoridades israelenses concederam visto especiais para os convidados oriundo dos Territórios Palestinos. A cerimônia de beatificação foi  presidida pelo Arcebispo Angelo Amato,  prefeito da Congregação para as Causas dos Santos e enviado especial do Papa para o evento. A 17 de maio de 2015, é canonizada pelo Papa Francisco.